# John Komlos
John Komlos (ur. 28 grudnia 1944 w Budapeszcie) – amerykański historyk gospodarczy pochodzenia węgierskiego, współtwórca historii antropometrycznej.

## Życiorys
John Komlos urodził się w 1944 roku w rodzinie węgierskich Żydów w Budapeszcie, gdzie spędził dzieciństwo. Podczas powstania węgierskiego w 1956 roku został uchodźcą i dorastał w Chicago. Uzyskał doktorat z historii (1978) i drugi doktorat z ekonomii (1990) na Uniwersytecie w Chicago, gdzie był pod wpływem historyka gospodarki Roberta Fogela. W latach 80. przyczynił się do powstania historii antropometrycznej, czyli badania wpływu rozwoju gospodarczego na cechy biologiczne człowieka, takie jak wzrost fizyczny. W latach 1984–1986 był współpracownikiem Carolina Population Center na Uniwersytecie Karoliny Północnej w Chapel Hill. Następnie był profesorem takich uczelni, jak Uniwersytet Harvarda, Duke University, Uniwersytet Karoliny Północnej, Uniwersytet Wiedeński i Uniwersytet Ekonomiczny w Wiedniu.  W latach 1992–2010 był wykładowcą i kierownikiem Katedry Historii Gospodarczej na Uniwersytecie Monachijskim.
Komlos jest jednym z niewielu uczonych, którzy publikują w najważniejszych recenzowanych czasopismach z pięciu dyscyplin: ekonomii, historii, biologii, statystyki i demografii, takich jak: American Economic Review, American Historical Review, American Journal of Human Biology, Statistical Methodology, Genus i Mathematical Population Studies. Według rankingu Handelsblatt jest najczęściej cytowanym naukowcem w Niemczech w dziedzinie historii gospodarczej. Jest również pierwszym naukowcem, który wyjaśnia dlaczego populacje najwcześniej rozwiniętych części świata stały się statystycznie niższe fizycznie na początku współczesnego wzrostu gospodarczego (po 1945). Jego prace naukowe związane z tym tematem były cytowane w głównych serwisach i pismach informacyjnych, w tym w BBC, The Guardian, The New Yorker, National Geographic i Scientific American.
Jest redaktorem założycielem czasopisma Economics and Human Biology. W 2013 roku został członkiem Towarzystwa Kliometrii.